# Эстонский исторический музей
Эстонский исторический музей (эст. Eesti Ajaloomuuseum) — музей исторического профиля, расположен в Таллине. Экспозиция посвящена истории Эстонии.

## История
Датой основания музея считается 1842 год, когда в Таллине было создано научное общество прибалтийских немцев — Эстонское литературное общество, поставившее одной из своих целей создать музей, проводя углубленное изучение родного края, его истории, искусства, производства, технологий и природы. В 1864 году Обществом в здании Канутской гильдии был открыт Провинциальный музей.
Основу музея составила выкупленная обществом коллекция аптекаря Иоганна Бурхардта VIII (1776—1838), который содержал аптеку, известную как Ратушная (по сей день находится на Ратушной площади Таллина), и был крупным коллекционером древностей.
В 1911 году общество приобрело здание на улице Кохту (д. 6).
В 1940 году, после вхождения Эстонии в СССР, музей был национализирован, и на его базе был создан Государственный исторический музей Эстонской ССР. Часть музейных собраний была передана другим музеям, на основе естественно-научных собраний был создан Государственный музей природы Эстонской ССР.
С 1952 года музей располагается в здании Большой гильдии на улице Пикк в Старом городе Таллина. В 2011 году в музее была закончена крупная реконструкция.

## Филиал в замке Маарьямяэ
Замок Маарьямяэ (бывшее имение графа Орлова-Давыдова) расположен в таллинском районе Пирита. Замок был передан музею в 1975 году. Экспозиция филиала охватывает период с начала XIX века. В прилегающем к Музею парке собраны памятники деятелям коммунистического движения, прежде стоявшие в городах Эстонской ССР.
Своё имя замок получил по названию прилегающего к нему парку Мариенберг (нем. Marienberg, в эстонском варианте — Маарьямяэ, эст. Maarjamäe), названном так графом А. В. Орловым-Давыдовым в честь супруги и дочери.

## Экспонаты

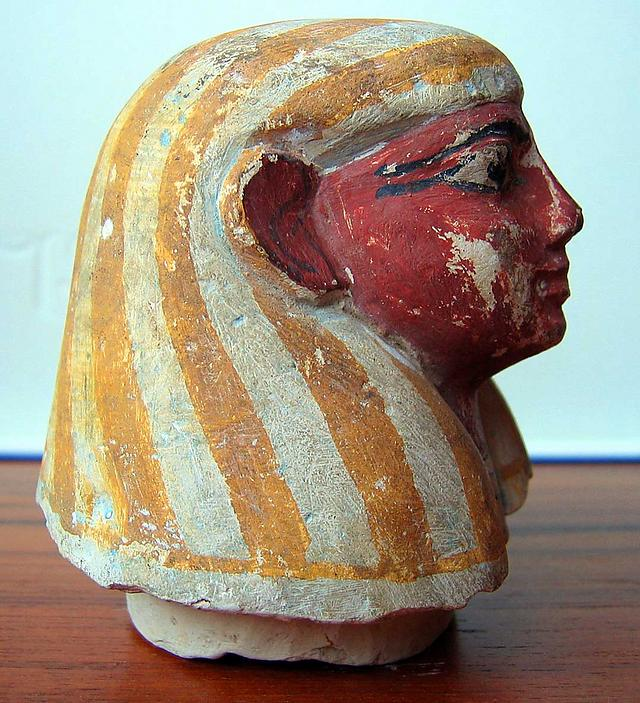
Крышка в виде головы Амсета
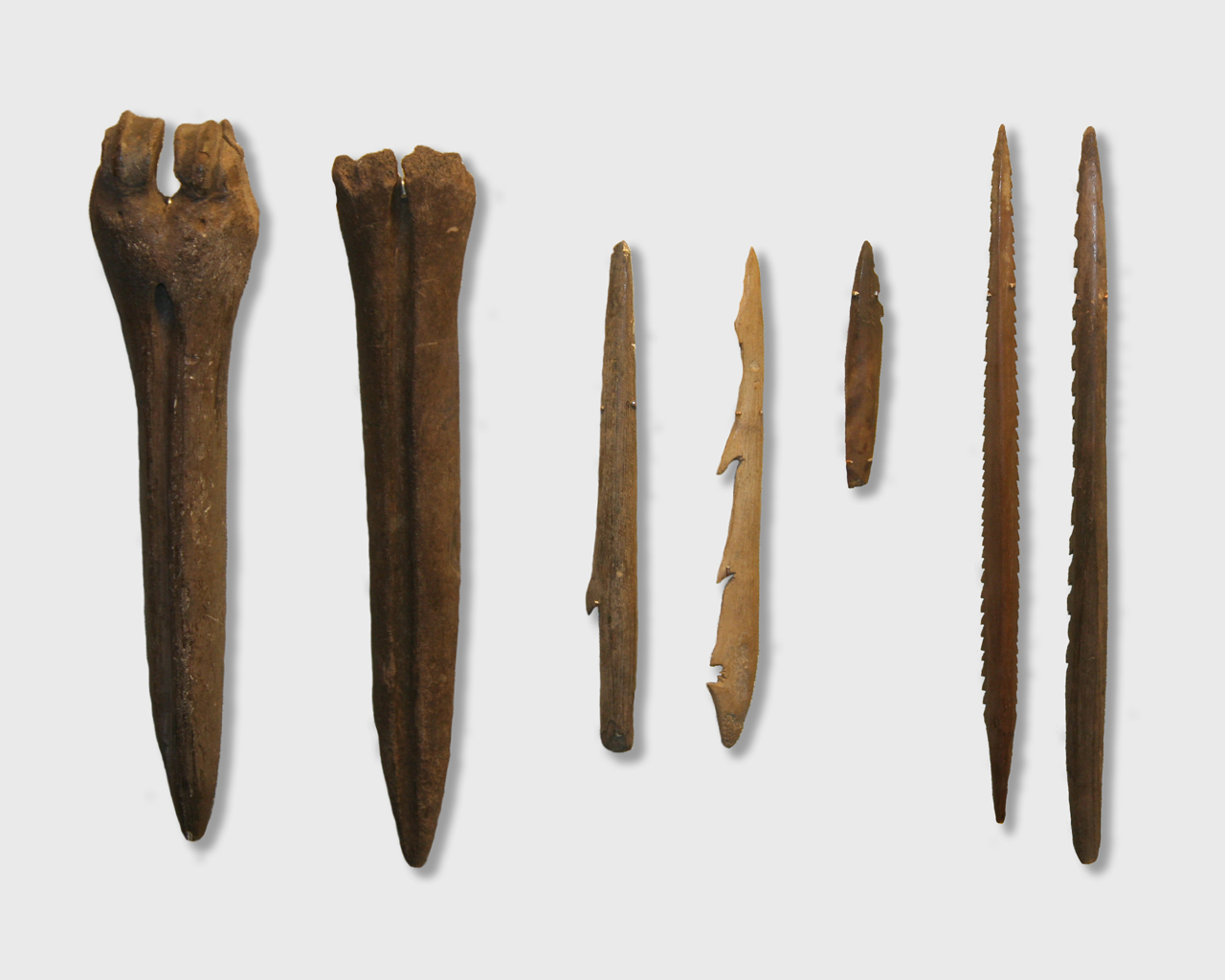
Предметы кундской культуры
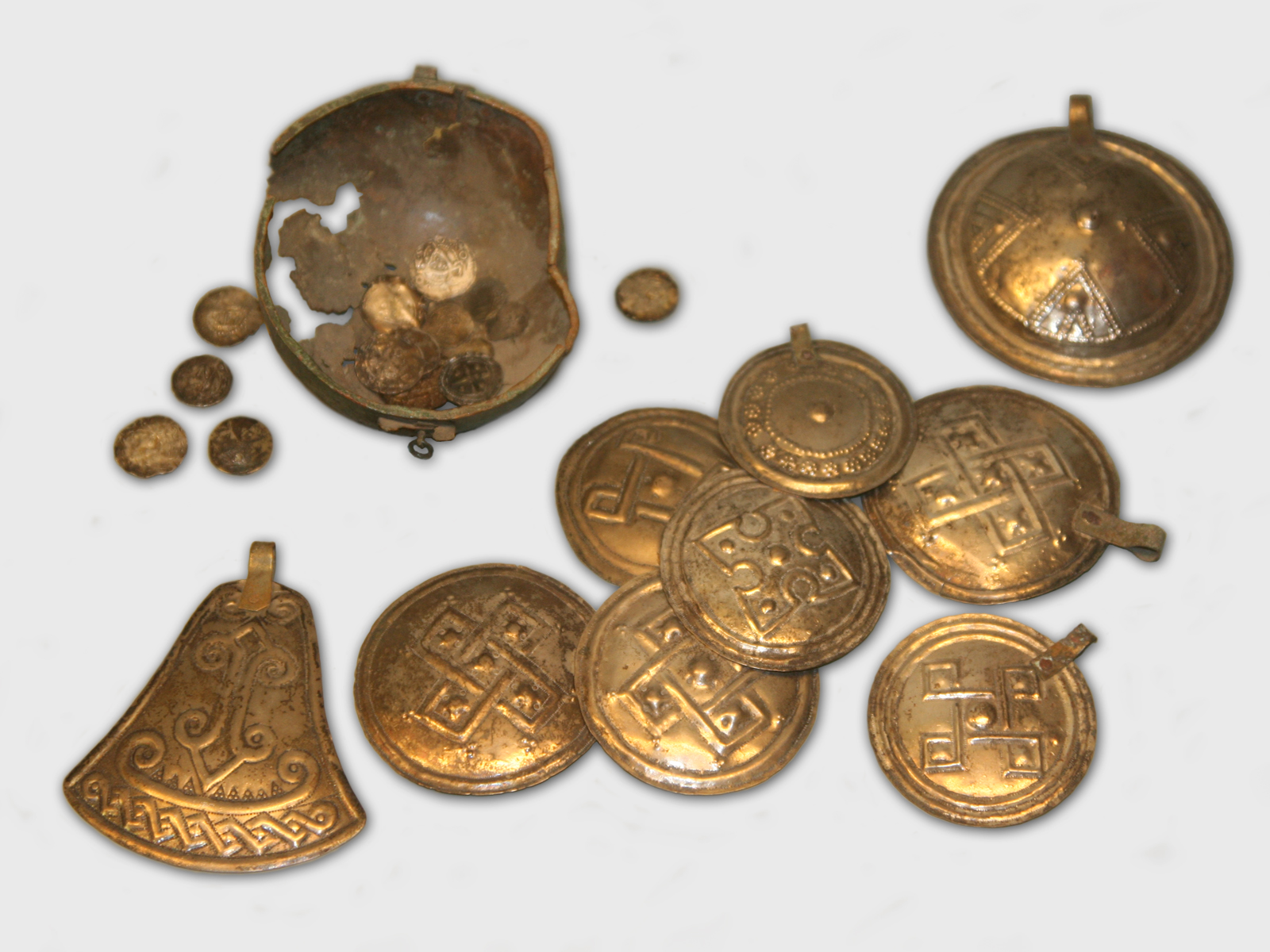
Серебряный клад Кумна железного века
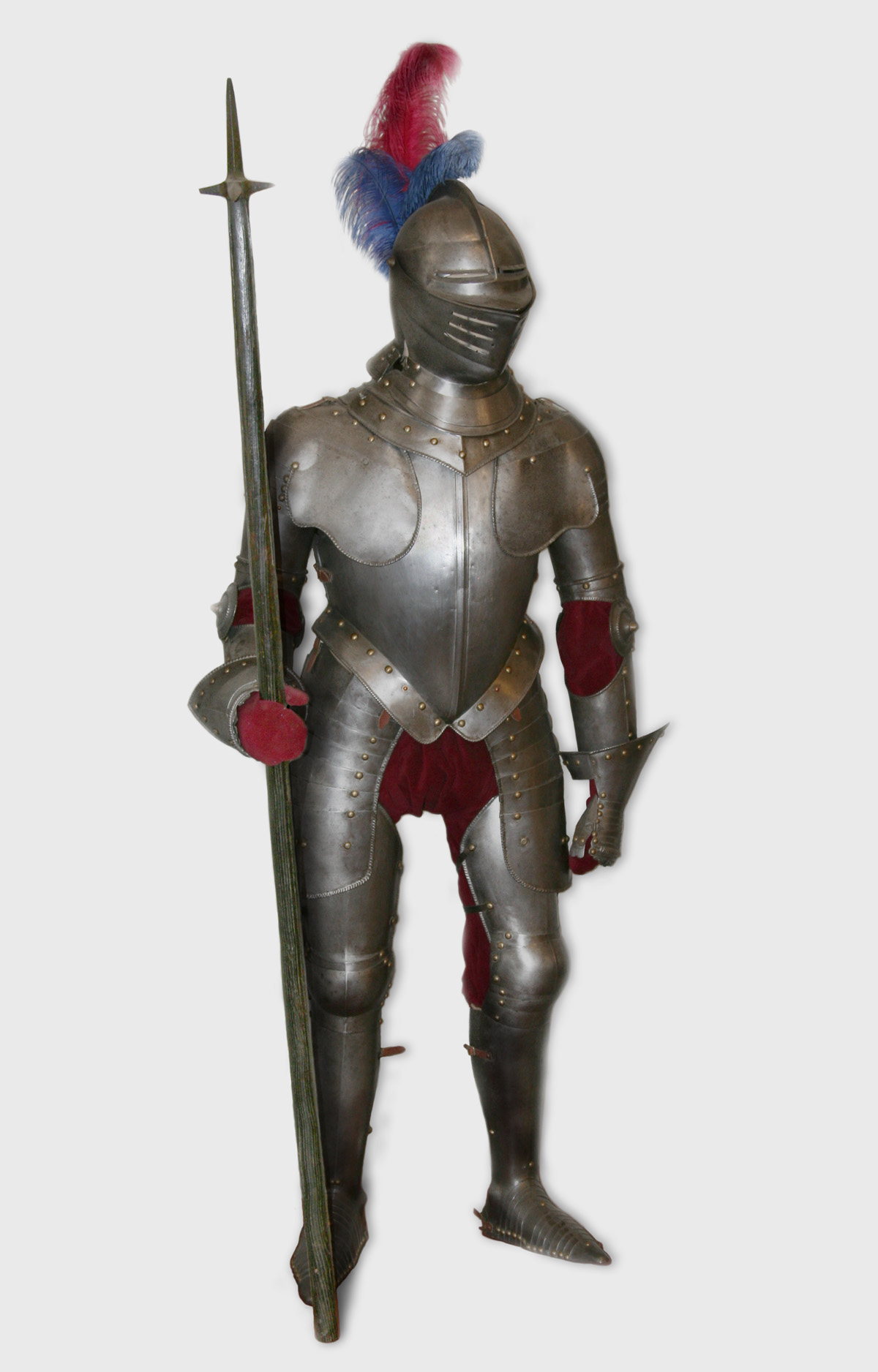
Доспехи рыцаря Ливонского ордена
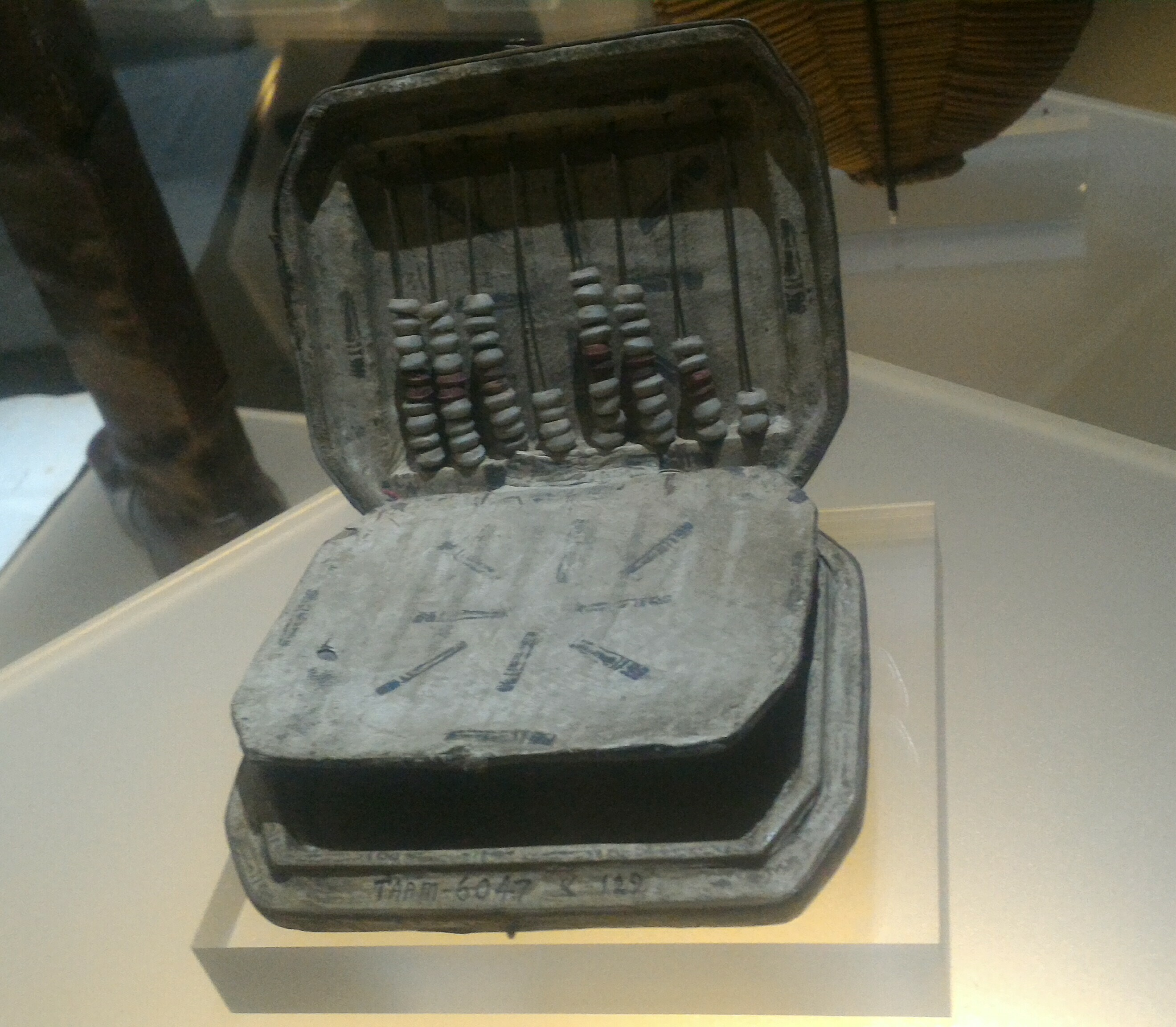
Зеркало и счёты Ивана Мазепы (?). Начало XVIII века (?). Дерево, кожа, стекло, кость.
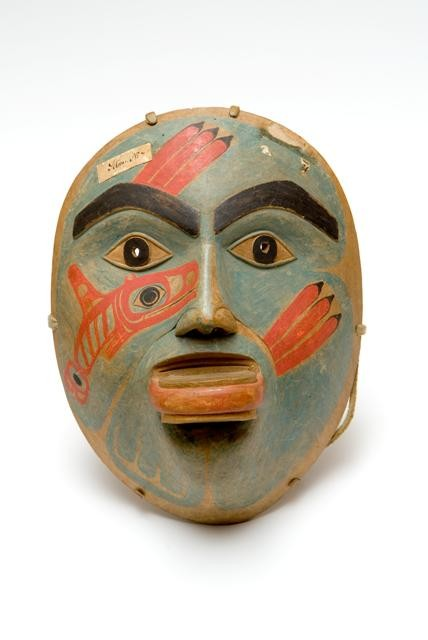
Ритуальная маска из Аляски, XIX век